# 光萼荚蒾
光萼荚蒾（学名：Viburnum formosanum var. leiopynum）为五福花科荚蒾属红子荚蒾的变种。分布在中国大陆的浙江、广西、福建、四川等地，生长于海拔700米至1,100米的地区，多生在山坡沟谷旁林中，目前尚未由人工引种栽培。